# Neuer Weg 43, 44 (Quedlinburg)

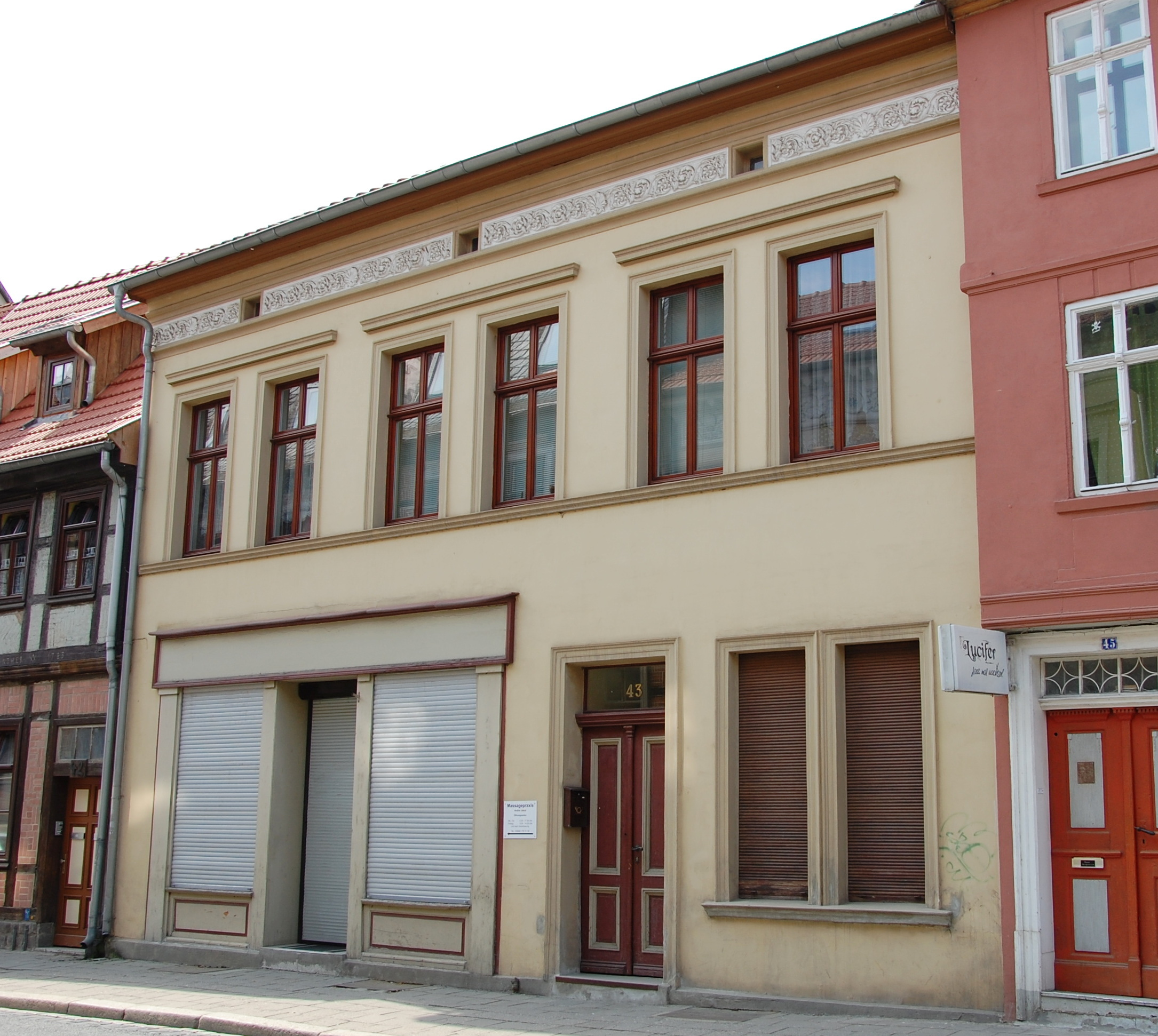
Haus Neuer Weg 43, 44

Das Haus Neuer Weg 43, 44 ist ein denkmalgeschütztes Gebäude in Quedlinburg in Sachsen-Anhalt.

## Lage
Es ist im Quedlinburger Denkmalverzeichnis als Wohnhaus eingetragen, gehört zum UNESCO-Weltkulturerbe und befindet sich südlich der historischen Quedlinburger Altstadt, auf der Westseite des Neuen Wegs. Südlich grenzt das gleichfalls denkmalgeschützte Haus Neuer Weg 42, nördlich das Haus Neuer Weg 45 an.

## Architektur und Geschichte
Das zweigeschossige in massiver Bauweise errichtete Haus wurde in der Zeit um 1820 im Stil des Klassizismus gebaut. Es wird als architektonisch anspruchsvoll und regelmäßig gegliedert angegeben. Das Haus entstand als Ersatzneubau und fasste zwei kleinere Grundstücke in einem einheitlichen Bau zusammen.